# Kirche Starkenberg
Die Kirche in Starkenberg stammt aus dem 15. Jahrhundert und war bis 1945 Gotteshaus der evangelischen Gemeinde Starkenberg (heute russisch: Krasny Bor) in Ostpreußen, in der heutigen russischen Oblast Kaliningrad (Gebiet Königsberg (Preußen)). Von der Kirche stehen nur noch der verbretterte Turm sowie einige Mauerfragmente.

## Geographische Lage
Das heutige Krasny Bor liegt östlich der Oblasthauptstadt Kaliningrad (Königsberg) und südwestlich der Rajonshauptstadt Gwardeisk (Tapiau) und ist von der russischen Fernstraße R 508 über Tumanowka (Gauleden) bzw. Prudy (Genslack) in südlicher Richtung zu erreichen. Die nächste Bahnstation ist Oserki-Nowyje (Groß Lindenau) an der Bahnstrecke Kaliningrad–Nesterow (Königsberg–Stallupönen/Ebenrode), einem Teilabschnitt der einstigen Preußischen Ostbahn.
Krasny Bor ist eine Siedlung innerhalb der Oserkowskoje selskoje posselenije (Landgemeinde Oserki Groß Lindenau) und gehörte als Starkenberg bis 1945 zum Kreis Wehlau im Regierungsbezirk Königsberg der preußischen Provinz Ostpreußen. Der Standort der Kirchenruine ist unschwer aufzufinden.

## Kirchengebäude
Bei der Starkenberger Kirche handelt es sich um einen Bau aus Granitfindlingen mit Backsteinecken und ohne Chor aus dem 15. Jahrhundert. Der vorgelegte Turm erhielt um 1691 einen hölzernen Oberbau.
Das Kircheninnere war mit einem Tonnengewölbe überdeckt. Zwischen 1870 und 1878 wurden Emporen und Stände eingebaut. Im Jahre 1699 wurde der Kirche ein Schnitzaltar gestiftet, der aus der Werkstatt des Johann Christoph Döbel gestammt haben soll. Die Kanzel stammte aus dem Jahre 1874.
Eine Orgel erhielt die Kirche im Jahre 1868. Sie wurde in der Orgelbauwerkstatt von Johann Rohn in Wormditt (heute polnisch: Orneta) erbaut. Das Geläut bestand aus zwei Glocken.
Den Zweiten Weltkrieg überstand das Starkenberger Gotteshaus unbeschadet. Nach dem Krieg wurde das Bauwerk zweckentfremdet und als Lagerhalle genutzt. Danach überließ man es sich selbst und das Gebäude verfiel. 1985 stürzte das Dach ein. Heute erinnern lediglich noch der verbretterte Turm mit einigen Mauerresten an den einst sehr bemerkenswerten Kirchenbau.

## Kirchengemeinde
Starkenberg war bereits in vorreformatorischer Zeit ein Kirchdorf. In lutherischer Zeit versorgte bis 1547 noch der Pfarrer der Kirche Groß Ottenhagen (heute russisch: Berjosowka) die Kirche Starkenberg. Das Kirchenpatronat oblag den Gutsherren der zum Kirchspiel gehörenden Güter Linkehnen (russisch: Wessjoly) und Starkenberg – u. a. der Familie von Droste, die im 19. Jahrhundert ausstarb und der die von Knobloch genannt Droste nachfolgte, später dem Kommerzienrat Anders in Rudczanny (1938–1945 Niedersee, heute polnisch: Rudiane-Nida) zusammen mit neun Besitzern in Starkenberg.
Zum Kirchspiel Starkenberg gehörten im Jahre 1925 insgesamt 1.650 Gemeindeglieder, die in 17 Ortschaften lebten. Bis 1945 war die Kirchengemeinde in den Kirchenkreis Wehlau in den Kirchenprovinz Ostpreußen der Kirche der Altpreußischen Union eingegliedert.
Nach dem Krieg kam aufgrund von Flucht und Vertreibung sowie restriktiver sowjetischer Kirchenpolitik das kirchliche Leben in Krasnoborskoje, später: Krasny Bor zum Erliegen. 
Heute liegt der Ort im Einzugsbereich der in den 1990er Jahren neu gegründeten evangelisch-lutherischen Gemeinde in Gwardeisk (Tapiau). Sie ist eine Filialgemeinde der Auferstehungskirche in Kaliningrad (Königsberg) und gehört zur Propstei Kaliningrad der Evangelisch-lutherischen Kirche Europäisches Russland.

### Kirchspielorte
Zum Kirchspiel Starkenberg gehörten vor 1945 neben dem Pfarrort noch die Ortschaften:
| Deutscher Name         | Russischer Name |  | Deutscher Name      | Russischer Name |
| ---------------------- | --------------- |  | ------------------- | --------------- |
| Alt Zimmau             |                 |  | Kellermühle         |                 |
| *Bärenbruch            | Baidukowo       |  | (Klein) Liedersdorf |                 |
| Dammkrug               |                 |  | Langhöfel           | Gribki          |
| Elisenau Kr. Friedland |                 |  | Linkehnen           | Wessjoly        |
| *Gauleden              | Tumanowka       |  | Neu Zimmau          | Dolina          |
| Genslack               | Prudy           |  | Oberwalde           | Saretschnoje    |
| Höfelhaus              |                 |  | Paulinenhof         |                 |
| Kapkeim                | Wischnjowoje    |  | *Zimmau             |                 |

(* = Schulort)

### Pfarrer
Als evangelische Geistliche amtierten an der Kirche Starkenberg die Pfarrer:
| - Johann Tiburtius, bis 1547 - Modestus Saxo, 1552–1597 - Johann NN., 1597–1598 - Johann Trotzbach, 1598–1600 - Adrian Bütner, 1600–1617 - Balthasar Tilesius d. Ä., 1617–1656 - Balthasar Tilesius d. J., bis 1668 - Conrad Göritz, 1668–1675 - Heinrich Ranisch, ab 1675 - Christ. Bruno - Johann Caspar Hoffmann, bis 1719 - Gottfried Göttlich, 1719–1754 - Johann Heinrich Sahm, 1754–1766 - Johann Schultz, 1766–1769 - Erhard Friedrich Manitius, 1769–1779 | - Benjamin G. Friesen, 1779–1812 - Johann Carl Buske, 1812–1819 - Georg Fr. Wilh. Fritzsche, 1820–1828 - Carl Ed. Gontkowski, 1829–1830 - Heinrich Leopold Lau, 1830–18432 - Julius L.O. Scherres, 1842–1847 - Christian Rudolf Hampf, 1847–1867 - Heinrich List, 1868–1880 - Otto Heinrich K. Borowski, 1881–1886 - Julius W.R. Kittlaus, 1886–1896 - Gustav Wilhelm L. Liedtke, 1896–1899 - Richard Krüger, 1899–1915 - Alfred Vorrath, 1916–1930 - Hans Heinrich Tolkiehn, 1934–1944 - Herbert Hohendorf, 1944–1945 |

### Kirchenbücher
Von den Kirchenbüchern der Kirche Starkenberg haben sich erhalten und werden im Evangelischen Zentralarchiv in Berlin-Kreuzberg aufbewahrt:
- Taufen: 1844 bis 1875
- Trauungen: 1844 bis 1902
- Begräbnisse: 1842 bis 1887.

Außerdem liegen Namensverzeichnisse vor für Taufen (1766 bis 1935), Trauungen (1766 bis 1943) und Begräbnisse (1766 bis 1943).